# Les Pérégrines
Les Pérégrines est un roman de Jeanne Bourin publié en 1982 aux éditions Gallimard.

## Résumé
En 1097, Normandie et Blois embarquent à Brindisi en Italie. Garin, parcheminier veuf, y meurt malgré l'attention de sa mère, Berthe, et de ses 4 enfants. À Constantinople, ceux-ci ont le privilège de loger chez Andronic. Tandis que les autres continuent, Berthe y reste avec sa servante Albérade et sa petite fille Flaminia dont le frère, Landry, se croise. Les Grecs, alliés des croisés, prennent Nicée et les repoussent. Ils retrouvent Bouillon. Début 1098 Berthe meurt et Flaminia et Albérade partent. Elles retrouvent les autres. Des Égyptiens, Arméniens, Syriens (arabes) s'y allient. Flaminia sauve Andronic, divorcé, venu la retrouver alors que l'ost prend Antioche et les Turcs l'assiègent. Landry est amputé d'une jambe. En 1099 ils arrivent à Jérusalem.